# Боборыкин, Иван Михайлович
Боборыкин, Иван Михайлович — русский военный деятель, воевода города Чебоксары, был также воеводой в Суздале и Костроме.
Происходил из старинного дворянского рода. В 1630—1640-х годах исполнял придворную службу, в 1675 г. был воеводой в Костроме.

## Биография
Сын Михаила Борисовича, стольник, в 1636 г. впервые упоминается в числе дворян, дневавших на государевом дворе в Москве, в 1639 г. участвовал во встрече кизилбашского посольства, в 1645 г. был воеводой в Суздале и возобновлял обветшавшие городские укрепления, в 1647 г. находился опять в Москве на государеве дворе, в 1654 г. сопровождал царицу в Троицкий монастырь, в 1675 г., уже в звании стольника, был воеводой в Костроме.

## Семья
У него были два сына: Иван и Петр; первый — 1 апреля 1649 г. был пожалован из стряпчих в стольники и в 1660 и 1664 г. упоминается в числе служивших у царского стола; второй — в 1676 г., в звании стольника, сопровождал царя Феодора в села Коломенское и Покровское и в монастыри: Троицкий и Саввин-Сторожевский. Вероятно, сын последнего тот Григорий Петрович, который упоминается в числе дворян, бывших с царем в Саввинском отъезде 1679 г.